# Idiocera (Idiocera) tuckeri
Idiocera (Idiocera) tuckeri is een tweevleugelige uit de familie steltmuggen (Limoniidae). De soort komt voor in het Afrotropisch gebied.